# Saint-Antoine-sur-l’Isle
Saint-Antoine-sur-l’Isle – miejscowość i gmina we Francji, w regionie Nowa Akwitania, w departamencie Żyronda.
Według danych na rok 1990 gminę zamieszkiwało 396 osób, a gęstość zaludnienia wynosiła 38 osób/km² (wśród 2290 gmin Akwitanii Saint-Antoine-sur-l’Isle plasuje się na 795. miejscu pod względem liczby ludności, natomiast pod względem powierzchni na miejscu 1034.).